# Bucle OODA
Bucle O.O.D.A. (del inglés: Observe → Orient → Decide → Act) o ciclo de Boyd, a veces traducido como Observa, Orienta, Decide y Actúa, tal y como lo describió por primera vez en los años cincuenta el aviador coronel y teórico de la USAF John Boyd.
Los pilotos de la USAF en un dogfight (combate aéreo cercano)  llegaron a identificar la conciencia situacional con las fases: "observación" y "orientación" del conocido bucle observación → orientación → decisión → acción. El bucle con los años ha sido objeto de críticas diversas, uno de los más recurrentes es la excesiva simplicidad de representación del modelo.

## Concepto

Representación esquemática del OODA

John Boyd divide la cognición humana en cuatro procesos, el primero denominado percepción (mencionado también como observación), un pensamiento inconsciente denominado orientación, un acto consciente denominado decisión y un comportamiento denominado acción. Algunos autores mencionan las primeras inspiraciones de Boyd en la teoría del conocimiento de Piaget, Skinner y los cognitivistas. El proceso descrito por Boyd está compuesto de dos sistemas centrales que corren en paralelo en cada mente del decisor.
El primero la orientación es activada inmediatamente por la percepción (denominada observación por Boyd) y es capaz inmediatamente de ser controlada por el comportamiento (que Boyd denomina acción). La orientación está muy relacionada con la memoria a largo plazo. La segunda directiva decisión es el componente en el que los actores eligen una acción entre las diversas alternativas que han elaborado. En el proceso de decisión se evalúa los costes de la decisión, los riesgos de la decisión, etc.  
La idea subyacente del modelo es que en un encuentro contra el oponente, se puede decir que gana ventaja aquel que ejecuta el bucle más rápido. Este tipo de bucle describe la idea de que el tiempo de ejecución y la presión psicológica es un factor en la toma de decisiones. Las críticas al modelo se han centrado en la incapacidad que muestra el bucle a la adhesión del modelo de objetivos por el que toman decisiones los humanos.

## Usos
Se ha empleado este bucle inicialmente en el análisis para la toma de decisiones de combate entre pilotos de caza. Posteriormente en situaciones como el disparo de misiles intercontinentales. Mediante el uso de este bucle los decisores pueden evaluar las amenazas antes de activar las contramedidas. El bucle fue implementado en los sistemas de ayuda a la toma de decisiones.

## Literatura
- Endsley, M. R. (2000). "Theoretical underpinnings of situation awareness: A critical review. In M. R. Endsley & D. J. Garland (Eds.), Situation Awareness Analysis And Measurement". Mahwah, NJ: LEA